# Rhizoecus brussieui
Rhizoecus brussieui är en insektsart som först beskrevs av Goux 1985.  Rhizoecus brussieui ingår i släktet Rhizoecus och familjen ullsköldlöss.
Artens utbredningsområde är Frankrike. Inga underarter finns listade i Catalogue of Life.